# Метода Папворса
Метода Папворса — це специфічна техніка діафрагмального дихання, розроблена в 1960-х роках. Техніка акцентує увагу на носовому диханні та розвитку моделі дихання відповідно до поточної діяльності. Він також включає вправи на розслаблення, які разом з технікою дихання, як стверджується, допомагають при станах депресії та тривожності.
Розроблений у лікарні Папворса в графстві Кембриджшир, Англія, метод спрямований на контроль «надмірного дихання» (швидке поверхневе дихання у верхній частині грудної клітки), яке зазвичай пов'язане з людьми, які перебувають у стресових умовах. Мета полягає в тому, щоб заохочувати більш м'яке, більш розслаблене дихання, використовуючи живіт і діафрагму, а не грудну клітку.

## Ефективність
Перше відоме рандомізоване контрольоване дослідження з дослідження техніки дихання Папворса показало, що вона може зменшити симптоми астми на третину у пацієнтів з легкою астмою.
Елізабет А. Холлоуей і Роберт Дж. Вест з Університетського коледжу Лондона (UCL) досліджували рандомізовано 85 людей з легкою астмою, запросили їх на п'ять сеансів лікування методою дихання та релаксації, на додаток — до медичної допомоги або на звичайну медикаментозну терапію.
Пацієнти отримали в середньому 21,8 балів за Опитувальником респіраторних симптомів Святого Георгія після завершення п'яти сеансів лікування методом Папворса при продовженні звичайної терапії. Пацієнти, які не отримували терапію, отримали 32,8 бали.
Це поліпшення симптомів все ще зберігалося через рік. Пацієнти, які отримували лікування за методою, отримали 24,9 бали, а пацієнти, які не отримували — 33,5.